# Estivals
Estivals település Franciaországban, Corrèze megyében. Lakosainak száma 136 fő (2022. január 1.). Estivals Chartrier-Ferrière, Nespouls, Nadaillac és Gignac községekkel határos.

## Népesség
A település népességének változása:
| Lakosok száma | 123  | 102  | 109  | 128  | 122  | 125  | 127  | 130  | 132  | 136  |
|               | 1968 | 1982 | 1990 | 2006 | 2013 | 2015 | 2017 | 2019 | 2020 | 2022 |